# Pablo Sánchez
Pablo Sánchez Alberto (Cadice, 24 gennaio 1993) è un ex calciatore spagnolo, di ruolo centrocampista.

## Caratteristiche tecniche
È un esterno destro.

## Palmarès

### Club

#### Competizioni nazionali
- Campionato australiano: 1

Adelaide United: 2015-2016
- Coppa d'Australia: 1

Adelaide United: 2014